# Nonverbal learning disorder
Nonverbal learning disorder (NLD eller NVLD), på svenska icke-verbala inlärningssvårigheter, är ett neurologiskt tillstånd som anses vara en funktionsnedsättning. I litteraturen går tillståndet även under namnen nonverbal learning difficulties och nonverbal learning disability.

## Symtom
Kännetecknande för NLD är nedsatta specifika kognitiva förmågor. Medan den verbala förmågan kan vara genomsnittlig eller exceptionell, förekommer samtidigt nedsatt visuospatial bearbetningsförmåga och nedsättningar inom olika icke-verbala förmågor, däribland visuokonstruktion, finmotorik och koordination, matematisk resonemangsförmåga, visuospatialt minne och socioemotionella färdigheter.
I övrigt är intelligensutvecklingen genomsnittlig. NLD uppkommer vanligtvis under barndomen och kan bestå i vuxendomen.. I skolan kan NLD upptäckas om barnet uppvisar försämrad psykomotorisk koordination, försämrade aritmetiska färdigheter och/eller svaga ritfärdigheter.

## Orsak
Forskning tyder på att det finns ett samband med obalans i neural aktivitet i den högra hjärnhalvan som är kopplad till den vita hjärnsubstansen.

## Diagnosticering
NLD är inte en enskild diagnos och ingår således inte i de diagnostiska manualerna DSM och ICD. Närliggande diagnoser inom ICD är diagnoserna F80.0–F89.0 som går under rubriken Störningar av psykisk utveckling.
NLD kan sammanfalla med, förväxlas med eller felaktigt diagnosticeras som ADHD, bipolär sjukdom eller Aspergers syndrom. 